# Marsactu
Marsactu est un journal d'information, fondé en 2010. Il mène des reportages et fait des investigations et des enquêtes sur Marseille, Aix-en-Provence, et dans toute la région. Il repose sur l'abonnement et n'accepte aucune publicité.
Marsactu dispose du statut d’entreprise solidaire de presse d’information. Il est détenu en majorité (66 %) par les journalistes de sa propre rédaction.

## Histoire

### Raj Médias
Marsinfos, rapidement rebaptisé Marsactu, est lancé en 2010 par Pierre Boucaud, ancien dirigeant du groupe Lagardère. Avant de lancer Marsactu, il a été président-directeur général de Télé Toulouse, puis cofondateur et directeur général de La Chaîne Marseille. Le site est alors édité par Raj Média, une société par actions simplifiée (SAS) au capital de 58 678 euros fondée en décembre 2009.
Le premier journaliste est recruté en juillet 2010 et l'équipe s'étoffe au fil du temps alors que Marsactu collabore avec des sites nationaux comme Mediapart ou Rue89. 
Raj Médias réalise deux augmentations de capital en novembre 2011 et en novembre 2013. À cette occasion, NJJ Presse, la holding média de Xavier Niel, fait son entrée au capital. Pierre Boucaud détient 43 % du capital de Raj Médias en janvier 2014.
Le 2 juin 2014 est lancé Marseco, une lettre d'information sur abonnement consacrée à l'actualité économique.
Toutefois, le 4 mars 2015, Raj Médias est placé en liquidation judiciaire.

### Marsactu SAS
Après la faillite de Raj Média, cinq journalistes sur les sept de la rédaction créent une association dans l'intention de relancer le site. Le 3 avril 2015, le tribunal de commerce de Marseille accepte l'offre de reprise qu'ils proposent et les anciens salariés de Marsactu deviennent propriétaires du site et de ses archives.
L'équipe lance une campagne de financement participatif qui permet de recueillir plus de 44 000 euros. Une nouvelle SAS est créée en juillet 2015 dans l'objectif de relancer le site à l'automne. Une version bêta en accès libre est proposée en octobre, avant le lancement commercial en décembre 2015.
En février 2016 Marsactu est victime de deux cambriolages en l'espace d'une semaine : dans un communiqué de presse la rédaction affirme : « c’est notre activité journalistique qui est visée ».
En janvier 2017 Marsactu opère une levée de fonds de 121 300 euros grâce notamment à l'entrée dans son capital de Mediapart. En effet, Mediapart a investi à hauteur de 12 % du capital. Ceci s'inscrit dans la collaboration entre les deux journaux en ligne. Lors de la même levée de fonds, quarante-quatre lecteurs ont également investi chacun entre 500 et 7 000 €, ce qui correspond à 17 % du capital de la SAS.
Marsactu passe la barre des 4 000 abonnés en février 2020, et 5 000 fin 2020, ce qui permet au site de devenir bénéficiaire, avec des revenus qui viennent à 95 % des abonnements,.

## Grandes enquêtes et activités
Marsactu publie des enquêtes et reportages sur l'actualité de Marseille et des Bouches-du-Rhône et s'intéresse tout particulièrement à la vie politique locale et à la gestion des collectivités territoriales.
Dans le cadre d'un partenariat avec Mediapart, la rédaction s'est notamment intéressée aux affaires touchant Jean-Noël Guérini ou, plus généralement, au clientélisme dans la gestion du conseil général des Bouches-du-Rhône.
En 2013, Marsactu dévoile la subvention de 400 000 euros que la mairie de Marseille entendait verser pour un concert payant de David Guetta dans le cadre de la capitale européenne de la culture. Cette révélation a entraîné une polémique et l'annulation de la subvention.
En 2014, Marsactu et Mediapart révèlent que l'Institut d'études politiques d'Aix-en-Provence délivre contre paiement des « diplômes bidons ». Cette affaire conduit à la démission du directeur de l'institut, Christian Duval.
L'enquête de Benoit Gilles, intitulée Vivre à Noailles, alerte dès 2016 sur l'habitat indigne à Marseille, une enquête à nouveau mise en avant lorsque les immeubles de la rue d'Aubagne s'effondrent en 2018,, cet évènement donnant au site une visibilité nationale.
Marsactu est partenaire du média Disclose depuis 2018.